# Matrimonio en Corea
El matrimonio en Corea refleja muchas de las prácticas y expectativas de los matrimonios en otras sociedades. Las prácticas modernas son una combinación de tradiciones milenarias e influencias globales.

## El matrimonio en la Corea premoderna
La práctica de la matrilocalidad en Corea comenzó en el período Goguryeo, continuó durante el período Goryeo y terminó a principios del período Joseon. El dicho coreano de que cuando un hombre se casa, está entrando en «jangga» (la casa de su suegro), proviene del período Goguryeo.

### El matrimonio durante el período Koryo (918-1392)
Los matrimonios durante el período Koryo se hicieron principalmente sobre la base de consideraciones políticas y económicas, al menos entre la aristocracia.
El rey T'aejo, fundador de la dinastía Koryo, tuvo veintinueve reinas, y gracias a estos matrimonios construyó alianzas con otras familias aristocráticas. Sin embargo, casó a todas sus hijas, menos a dos, con sus hermanastros, en lugar de servirse de ellas para construir y afirmar alianzas. Esta fue una estrategia continuada por sus sucesores, pero la práctica de casar a las hijas reales con hermanastros terminó en tiempos del Imperio mongol, cuando las familias reales mongola y coreana intercambiaron princesas. Los reyes de Koryo se casaron con las princesas imperiales de la dinastía Yuan (Imperio mongol), comenzando con el matrimonio del rey Chungnyeol con una hija de Kublai Khan. El matrimonio entre primos era común a principios del período Koryo, y los aristócratas no reales también casaban a sus hijas con hermanastros de diferentes madres. Sin embargo, tales matrimonios consanguíneos fueron gradualmente restringidos al prohibir que los hijos de tales individuos alcanzaran posiciones en la burocracia estatal. Más tarde llegaron a ser etiquetados como adúlteros, pero a menudo persistieron a pesar de estas sanciones.
En contraste con la costumbre prevaleciente de la residencia patrilocal para las parejas casadas durante el período Joseon y la era moderna, en el período Goryeo no era raro que un marido residiera con su esposa y los padres de ella después del matrimonio (residencia matrilocal). Las ceremonias de boda se celebraban en la casa de la familia de la novia y la edad media para contraer matrimonio era al final de la adolescencia;  los nobles se casaban antes que los plebeyos. Las bodas incluían el intercambio de regalos y un banquete, que estaban destinados a mostrar la riqueza de la familia de la novia. No había intercambio de riqueza o dote de la novia. Los matrimonios a menudo eran arreglados por casamenteros. La sociedad del período Koryo estaba muy estratificada y el parentesco y el estatus se determinaban bilateralmente,  incluyendo el estatus y la parentela tanto de la madre como del padre de cada uno de los contrayentes. Por lo tanto, a diferencia del período Joseon, esposas y esposos seguían siendo miembros de su grupo de parentesco natal y de su familia después del matrimonio. Idealmente, el matrimonio no conducía a la división del hogar en unidades más pequeñas y las familias preferían retener a sus hijas después del matrimonio, con o sin sus maridos. La perspectiva de una herencia de los suegros puede haber sido una motivación importante para que los maridos establecieran su residencia con los parientes de sus esposas. La herencia no estaba determinada por primogenitura y tanto los hijos como las hijas la recibían a partes iguales.
Aunque se practicaban los matrimonios con varias mujeres, las esposas y sus hijos no estaban clasificados y cada uno tenía el mismo derecho como heredero. Los matrimonios podían ser fácilmente rotos por esposos o esposas. Una mujer que se volvía a casar con demasiada frecuencia podía ganarse una reputación negativa como promiscua, pero los coreanos de la dinastía Koryo no eran vistos como mojigatos, al menos para los estándares chinos de la época. No había prohibiciones para que las viudas volvieran a casarse, aparte de tener que observar un período de luto. Los hijos de un viudo eran retenidos por su madre y su familia.

### El matrimonio durante el período Joseon (1392-1910)
Las distinciones se introdujeron al comienzo de la dinastía Joseon, a imitación de la China imperial feudal, que distinguía a las esposas entre principales y secundarias, aclarando así la línea de sucesión. El criterio esencial para una esposa principal era que entrara en la familia de su marido como virgen, y que no fuera de clase baja en el caso de matrimonios con nobles. En el momento de la introducción de esta regla, los maridos se vieron obligados a elegir a cuál de sus ya múltiples esposas designar como principal. A imitación de la Código Penal Ming, no era posible divorciarse de la esposa principal en favor de otra, y no podían alterarse las clasificaciones de las esposas. El propósito de la reforma que clasificaba a las esposas era distinguir con claridad el estatus social en toda la sociedad. A partir de entonces, las élites generalmente elegían a sus primeras esposas entre las de clase yangban, y las esposas secundarias eran de las clases más bajas, aumentando la distinción entre la aristocracia yangban y los plebeyos.
Durante este período, la residencia patrilocal después del matrimonio se convirtió en la norma, a través de cambios dictados por la realeza en las leyes que regían las obligaciones de luto y los derechos de herencia. Este cambio se logró en parte a través de restricciones cada vez más estrictas a los matrimonios consanguíneos, primero prohibiendo el matrimonio entre primos hermanos matrilineales, extendiéndose luego a los primos segundos y, finalmente, ampliando la prohibición al matrimonio entre individuos con el mismo apellido en 1669. En 1427 se adoptó otra ley china que fijaba la edad mínima para contraer matrimonio en 15 años para los hombres y 14 años para las mujeres, aunque si uno de los padres padecía una enfermedad crónica o era anciano (mayor de 50 años) el límite de edad para contraer matrimonio podía reducirse a 12. La razón para prevenir el matrimonio precoz era la creencia de que los niños que se casaban demasiado jóvenes no estarían lo suficientemente socializados para comprender los deberes de los cónyuges y, por lo tanto, serían también incapaces de socializar adecuadamente a sus propios hijos. Sin embargo, esta ley fue violada con frecuencia. Los hombres aristocráticos yangban tendían a casarse más jóvenes que los plebeyos. La preocupación entre los legisladores por la supuesta falta de mujeres casaderas llevó a la aprobación de leyes que sometían a las familias a castigo por no casarlas en el momento adecuado.

## El matrimonio la Corea moderna

### El matrimonio en Corea del Norte
Tras el establecimiento del régimen comunista en Corea del Norte a finales de la década de 1940, las regulaciones sobre asuntos familiares entre el Norte y el Sur comenzaron a divergir, ya que el gobierno norcoreano introdujo rápidamente un conjunto de nuevas leyes y regulaciones que afectaban al derecho de familia. Uno de los impulsos para las nuevas leyes fue una retórica revolucionaria que respaldaba la igualdad de género(sin embargo, la igualdad de género en Corea del Norte sigue siendo un problema importante, y la mayoría de los observadores independientes concluyen que el país aún está lejos de lograr la paridad entre géneros).
El compromiso de matrimonio no está reconocido legalmente. El matrimonio está permitido a los 18 años para los varones y a los 17 años para las mujeres. A diferencia de Corea del Sur, no existen disposiciones legales que regulen o prohíban el matrimonio entre personas en casos de consanguinidad u otros tipos de relaciones familiares. Se permite el divorcio, sujeto a la aprobación administrativa.
A finales de la década de 2010, las tasas de matrimonio en Corea del Norte se han reportado como muy altas (más del 96 % de los adultos de más de 30 años están casados), y las tasas de divorcio como muy bajas (menos del 1 % de la población norcoreana está clasificada como separada o divorciada según datos oficiales.
El matrimonio concertado sigue siendo popular en Corea del Norte.

### El matrimonio en Corea del Sur

#### Elegibilidad y prohibiciones
El matrimonio en Corea del Sur está actualmente restringido a las uniones entre personas del sexo opuesto, ya que los matrimonios entre personas del mismo sexo siguen sin ser reconocidos. Las personas mayores de 18 años pueden contraer matrimonio con el consentimiento de sus padres o tutores. De otro modo, la edad de consentimiento para contraer matrimonio en Corea del Sur es de 20 años en la edad coreana (19 en la edad internacional). 20 años es también la edad de consentimiento para la actividad sexual. Corea del Sur también reconoce los denominados «matrimonios de facto» equivalentes a los matrimonios de derecho consuetudinario de parejas que no han registrado legalmente su matrimonio pero que cumplena una de estas condiciones: han hecho público que su relación es similar a un matrimonio; han celebrado una ceremonia de boda pública; o han estado cohabitando more uxorio.

#### Matrimonios dentro del mismo clan ancestral
Antes de 2005, el matrimonio entre dos individuos del mismo clan violaba el tabú del incesto coreano y era ilegal, mientras que el matrimonio entre individuos del mismo apellido estaba socialmente prohibido. A mediados de la década de 1990, el 55 % de la población de Corea del Sur compartía uno de estos cinco apellidos: Kim, Park, Lee, Choi y Jung; y el 40 % de los surcoreanos afirman pertenecer a uno de los tres clanes principales: el clan Gimhae Kim, el clan Jeonju Yi y el clan Miryang Park. Esta prohibición codificada se inspiraba en tabúes similares de la dinastía china Tang durante el período tardío Joseon, que se esforzaba por realizar los ideales confucianos de gobierno y orden social.

### Ceremonias de boda tradicionales
- Preceremonia

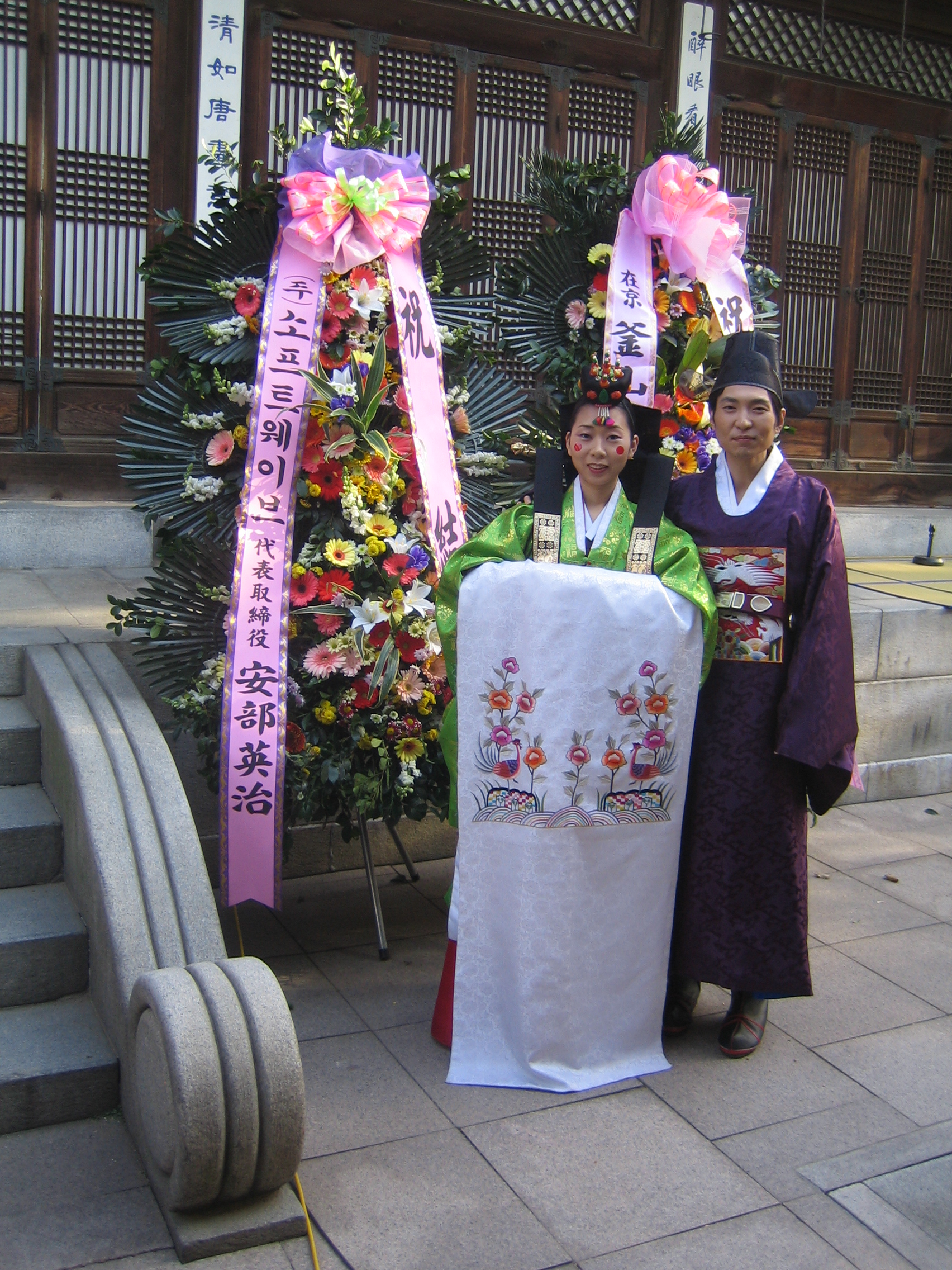
Hollye de boda coreana

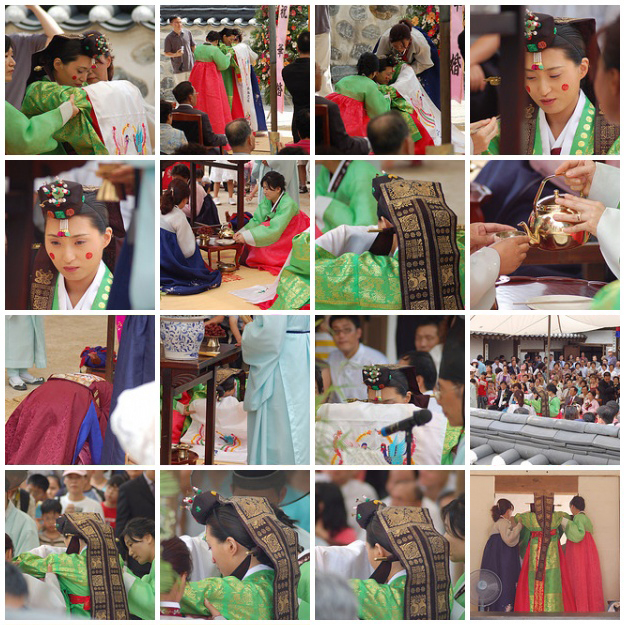
Ceremonia de boda tradicional coreana.

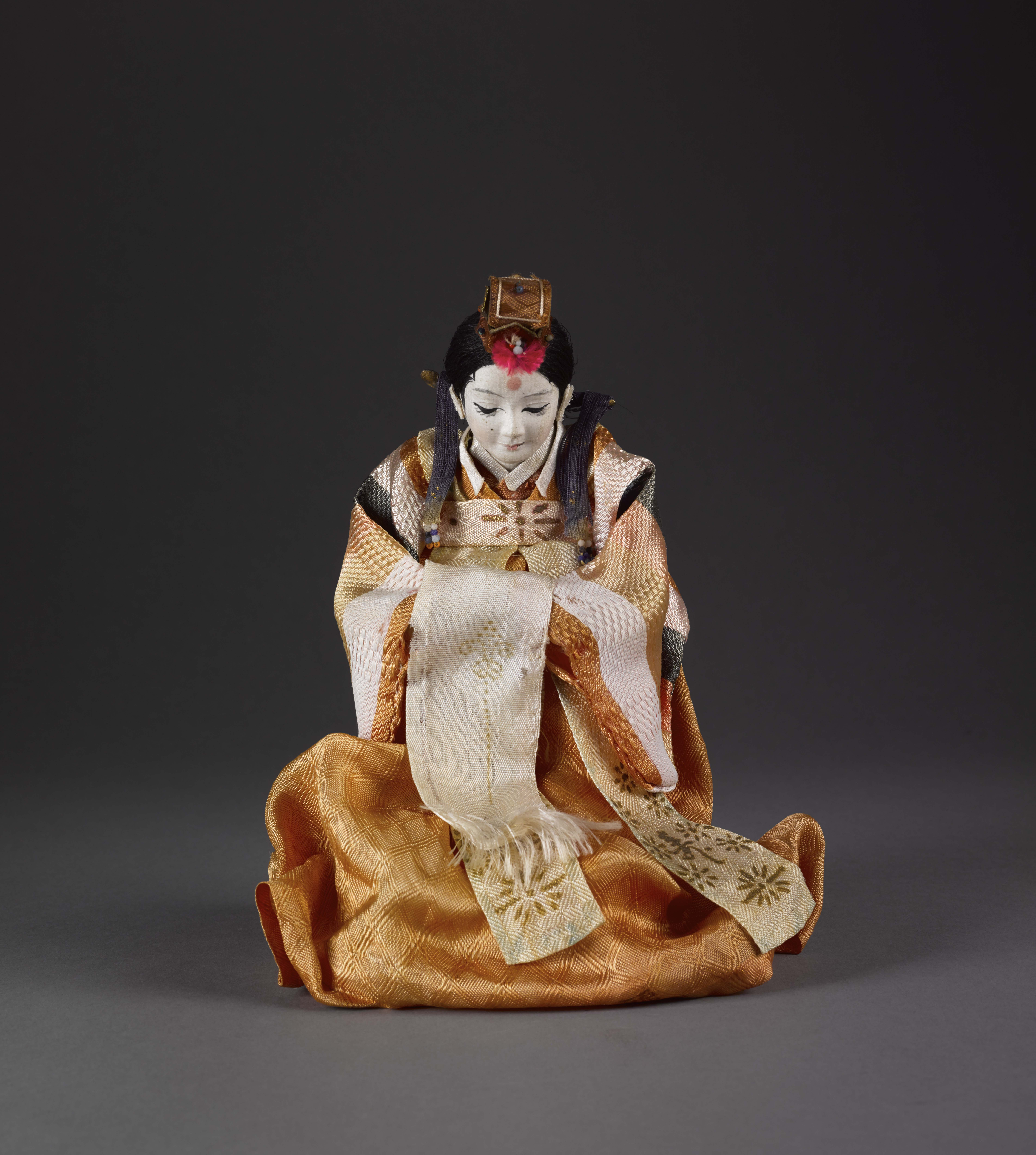
Muñeca nupcial coreana, c. 1800-1894, Oxford College Archives de la Universidad de Emory

Las bodas tradicionales coreanas se basan y se centran en los valores tradicionales confucianos. Cada aspecto de la boda, desde los arreglos del matrimonio hasta la ceremonia y las celebraciones posteriores, tiene pasos importantes y elaborados para acompañarlo. En la cultura tradicional coreana, como en muchas culturas tradicionales, el matrimonio entre un hombre y una mujer era decidido por los mayores de la novia y el novio. Al igual que en los valores confucianos, la familia y las costumbres de una familia se colocaban por encima de todo. El matrimonio se consideraba el paso más importante en la vida de una persona. No se trataba solo de la unión entre dos individuos, sino también entre dos familias. Además, el matrimonio era una forma, sobre todo entre las familias de élite, de desarrollar y/o mantener un estatus social. Por estas razones, se dedicaba una cantidad significativa de tiempo a los preparativos de boda.
El primer paso se llama euihon (en hangul, 의혼; en hanja, 議婚), o «emparejamiento», es decir el momento en que las familias de la novia y el novio discuten la posibilidad de un matrimonio. Se tienen en cuenta varios factores, tales como el estatus social, la personalidad, la apariencia, los logros académicos y/o agrícolas (industriales), así como la armonía material predicha por un adivino. «En general, el euihon se determina cuando la familia del novio envía una carta de propuesta de matrimonio y la familia de la novia envía una carta de respuesta que permite este matrimonio». Una vez que la respuesta de la novia se envía al novio, si está de acuerdo, el novio establece una fecha para la ceremonia. Este segundo paso se llama naljja seoljeong (날짜설정, 날짜設定, ‘determinación de fecha’). El año, el mes, el día y la hora del novio (según el calendario lunar), que se conoce como saju (사주, 四柱), se escribe en un papel que se envuelve en ramas de bambú y se ata con cinta roja y azul. Por último, el paquete se recubre con un paño rojo y azul y se envía a la familia de la novia. La fecha de nacimiento del novio se envía a un adivino, que establece la fecha en función del saju. Esa fecha se envía de vuelta al novio. El último paso en las tradiciones preceremoniales se llama napchae (납채, 納采), o intercambio de objetos de valor. Una vez fijada la fecha, el novio envía una caja a la novia que se conoce como ham (함, 函). En el ham normalmente hay tres elementos: el honseo (en hangul, 혼서; en hanja, 婚書), el chaedan (채단, 彩緞), y el honsu (혼수, 婚需). De los tres, el más importante es el honseo, o papeles de matrimonio, que se entrega a la novia como asunción del compromiso de casarse con un solo marido. Se espera que la esposa conserve este papel para siempre; al morir, los papeles también son enterrados con ella. El chaedan es un conjunto de telas rojas y azules que se utiliza para hacer ropa. El rojo y el azul es una representación de la filosofía yin/yang. Por último, el honsu es una variedad de otros regalos que se dan a la familia de la novia, y puede incluir artículos para el hogar, joyas y ropa.
- Ceremonia

En la antigüedad, las bodas ((en hangul, honrye; en hanja, 婚禮)) se celebraban en el patio o en la casa de la novia. El novio viajaba a caballo a la casa de la novia y después de la ceremonia de la boda llevaba a su esposa en un palanquín (silla de manos) a la casa de sus padres para vivir. La novia y el novio usaron trajes formales de la corte para la ceremonia de la boda. A la gente común se le permitía usar la ropa lujosa solo el día de su boda. Las linternas de mano se utilizan para iluminar el camino desde la casa del novio hasta la casa de la novia la noche anterior a la boda. Tradicionalmente, la familia del novio llevaba un cofre de bodas lleno de regalos para la familia de la novia. Los gansos de boda son un símbolo de un matrimonio largo y feliz. Las grullas son un símbolo de larga vida y pueden estar representadas en la faja de la mujer. Los pares de tallas de madera de pato mandarín llamados patos de boda se utilizan a menudo en las ceremonias de boda tradicionales porque representan la paz, la fidelidad y la abundante descendencia.
- Vestido de los novios

El atuendo de las mujeres incluye un jeogori (저고리; chaqueta corta con mangas largas) con dos cintas largas que se atan para formar el otgoreum (옷고름), y un chima (치마), una falda amplia, de cintura alta y de cuerpo entero. Los zapatos, en forma de barco y hechos de seda, se usan con calcetines blancos de algodón. El atuendo de la novia puede incluir una banda blanca con símbolos significativos o flores. También se puede usar un tocado o una corona. El norigae (노리개) es una decoración del hanbok (한복) que ha sido usada por todas las clases de mujeres coreanas durante siglos. Se ata a la falda o a la cinta de la chaqueta. El nudo en la parte superior se llama maedeup (매듭). El novio usa una chaqueta (jeogori, 저고리) y pantalones y un abrigo. La chaqueta tiene mangas holgadas, los pantalones son amplios y se atan con tirantes en los tobillos. Se puede usar un chaleco sobre la camisa, y también un sombrero negro. El traje de boda para hombres también se conoce como gwanbok.

### Ceremonias de boda de estilo moderno
En las ciudades más grandes, los hoteles de lujo disponen de salones de bodas o salones de baile utilizados específicamente para ceremonias de boda. Estos espacios están decorados con motivos nupciales y se alquilan a las parejas. Otros salones de bodas son instalaciones independientes que pueden acoger varias bodas de modo simultáneo. Hoy en día, muchas parejas inicialmente celebran una ceremonia más «occidentalizada» con esmoquin y vestido de novia blanco, y luego proceden con una boda tradicional coreana más íntima y familiar después de la ceremonia principal.

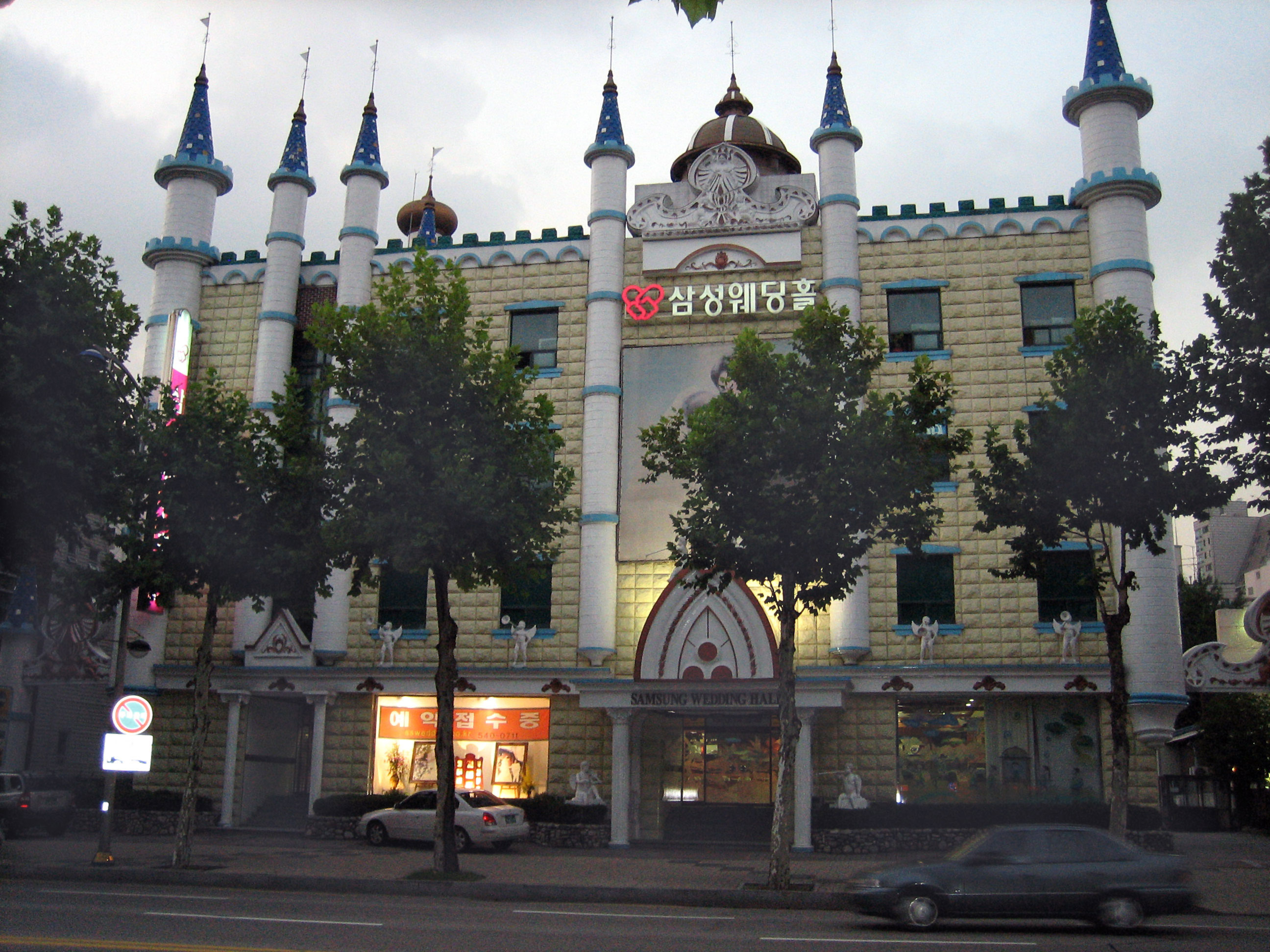
Salón de bodas Samsung en Seúl.

#### Antes de la ceremonia de la boda

##### Salones de bodas
Mientras que el salón de baile de un hotel o una iglesia deben conservar la flexibilidad necesaria para otras funciones, los salones de bodas independientes pueden centrarse estrictamente en las bodas e incluso atender a temas específicos. Las bodas en hoteles de lujo fueron prohibidas por el gobierno en 1980, se permitieron parcialmente en 1994, y por completo en 1999.
En los salones de bodas más concurridos, la formalidad (excepto para la pareja y sus familias) suele ser relajada en comparación con los estándares occidentales. Puede haber un salón bufé en un piso al que los invitados de todas las diferentes bodas acuden para comer, ya sea antes o después de la ceremonia, que puede durar no más de 20 minutos. El regalo más común para una nueva pareja es dinero en efectivo; en el pasillo antes de entrar en el salón de bodas, los miembros de las familias de la pareja recogen y registran los regalos.
La ceremonia oficial frente a los invitados es seguida por el pyebaek, que es una ceremonia exclusivamente para los miembros de la familia. La novia saluda formalmente a sus nuevos suegros después de la ceremonia nupcial. Además, el novio a menudo da un paseo a cuestas a su madre y luego a su novia, simbolizando su aceptación de sus obligaciones tanto para con la primera como para con la segunda.

##### Banquete de bodas y recepción
El banquete o recepción de bodas coreano moderno, (kyeolhon piroyeon, 결혼피로연, 結婚披露宴) puede ser una mezcla de culturas tradicionales y occidentales.En un banquete de bodas tradicional, un invitado puede encontrar bulgogi (불고기, tiras de carne de res a la barbacoa marinadas), galbi (갈비, costillas marinadas), una variedad de kimchi (repollo fermentado con especias, y otros ingredientes como rábanos o mariscos). También hay muchos tazones de salsas.
La comida siempre se acompaña con una gran cantidad de arroz blanco glutinoso (밥), así como gimbap (김밥), que es arroz, huevo, espinacas, carne de cangrejo, rábano en escabeche y otros ingredientes enrollados en algas marinas y cortados en rodajas. El mandu (만두) es pasta rellena de repollo, zanahoria, carne, espinacas, ajo, cebolla, cebollino y fideos transparentes. Estos panecillos pueden freírse o cocinarse al vapor. Se ofrece una sopa, muy frecuentemente del tipo kimchi, o una sopa de pastel de arroz (bolas de arroz con caldo de pollo), o doenjang jigae, una sopa de pasta de soja fermentada.
También son populares un caldo ligero hervido con anchoas secas y sopas de verduras hechas de espinacas secas, rábanos en rodajas o algas secas. Los pasteles de arroz al vapor (tteok) a veces adornados con aromáticas hojas de artemisa o espolvoreados con harina de soja, cebada o mijo tostados se presentan como un sabroso alimento ritual. De postre se puede ofrecer una gran variedad de frutas, entre las que no faltan las peras coreanas, y pasteles. Se utilizan una cuchara y palillos para comer.

### El matrimonio en la actualidad
A partir de 2020, según la oficina de estadísticas surcoreana KOSTAT, la edad promedio del primer matrimonio es de 33,2 años para los hombres y 30,8 para las mujeres. En un gran número de matrimonios, el varón es mayor que la mujer. Esta disparidad de edad suele ser intencionada. En 2013, el costo promedio de una boda por persona superó los 50 millones de wones.

#### Matrimonios entre coreanos y no coreanos
| Mujeres coreanas + esposos extranjeros | Mujeres coreanas + esposos extranjeros | Mujeres coreanas + esposos extranjeros | Hombres coreanos + esposas extranjeras | Hombres coreanos + esposas extranjeras | Hombres coreanos + esposas extranjeras |
| País                                   | Casos                                  | %                                      | País                                   | Casos                                  | %                                      |
| -------------------------------------- | -------------------------------------- | -------------------------------------- | -------------------------------------- | -------------------------------------- | -------------------------------------- |
| Estados Unidos                         | 1101                                   | 25,9                                   | Vietnam                                | 3136                                   | 28,2                                   |
| China                                  | 942                                    | 22.2                                   | China                                  | 2524                                   | 22,7                                   |
| Canadá                                 | 257                                    | 6                                      | Tailandia                              | 1735                                   | 15,6                                   |
| Japón                                  | 135                                    | 3,1                                    | Japón                                  | 758                                    | 6,8                                    |
|                                        |                                        |                                        | Estados Unidos                         | 432                                    | 3,8                                    |
|                                        |                                        |                                        | Filipinas                              | 367                                    | 3,3                                    |
|                                        |                                        |                                        | Rusia                                  | 275                                    | 2.4                                    |
| Otros                                  | 1806                                   | 42,5                                   | Otros                                  | 1873                                   | 16,8                                   |
| Total                                  | 4241                                   | 100                                    | Total                                  | 11 100                                 | 100                                    |

El matrimonio interracial con extranjeros en Corea del Sur sigue patrones que son claramente de género. La mayoría de las mujeres coreanas en un matrimonio interracial han optado por casarse con hombres occidentales, mientras que los hombres coreanos eligen casarse con mujeres de otros países asiáticos, particularmente del sudeste asiático.
En 2010, el 10 % de las parejas casadas en Corea del Sur eran interraciales, lo que suponía un aumento del 4 % con respecto al año 2000.
Dado que hay una falta de poblaciónfemenina en las zonas rurales de Corea del Sur, algunos hombres confían en los agentes y agencias matrimoniales para organizar un matrimonio con una novia por correspondencia, en su mayoría de países del sudeste asiático como Vietnam y Tailandia, así como de Uzbekistán y Nepal. Los matrimonios entre hombres surcoreanos y mujeres extranjeras a menudo son arreglados por agentes matrimoniales o grupos religiosos internacionales. Los hombres pagan dinero para emparejarse y conocer a su cónyuge en el momento de su llegada a Corea del Sur. Cada vez hay más pruebas que sugieren que hay un nivel estadísticamente más alto de pobreza y divorcio en la cohorte de hombres coreanos casados con mujeres extranjeras. Actualmente, los divorcios entre coreanos y cónyuges extranjeros representan el 10 % de la tasa total de divorcios coreanos. La mayoría de las mujeres chinas que se casan con hombres coreanos son de etnia han, y la mayoría de los hombres chinos que se casan con mujeres coreanas son de etnia sinocoreana.
Muchas novias extranjeras sufren debido a las diferencias culturales y lingüísticas, lo que también afecta a la integración social de sus hijos. Los hijos de familias de matrimonios interraciales llamados damunhwa, que significa familia multicultural, deben enfrentarse con crisis de identidad y abusos raciales mientras intentan asimilarse a la sociedad coreana. Dado que existe una percepción social negativa de las agencias matrimoniales extranjeras y de las novias provenientes de estas agencias, así como de la conformidad extrema de los coreanos con la idea de pertenecer a una sola raza, estos niños sufren de falta de sentido de pertenencia y se sienten afectados por el aislamiento social al que pueden verse sometidos.
Como medio para reducir estos problemas en el futuro, el gobierno ha establecido programas para los hombres que están pensando en casarse con una mujer extranjera a través de una colaboración entre el Ministerio de Igualdad de Género y el Ministerio de Justicia. Además, el Ministerio de Salud, Bienestar y Asuntos de la Familia ofrece programas para ayudar a las esposas extranjeras a tratar de adaptarse a la sociedad coreana, a través de los Centros de Apoyo a la Familia Saludable en todo el país.
Los Centros Multiculturales de Apoyo a la Familia en Corea del Sur son gestionados y financiados por el Ministerio de Igualdad de Género y Familia. El objetivo y propósito de estos centros es proporcionar educación familiar, asesoramiento y servicios culturales para familias multiculturales, apoyar el asentamiento temprano de las mujeres inmigrantes en la sociedad coreana y ayudar a las familias multiculturales a disfrutar de una vida familiar estable. Al colaborar con las ciudades y provincias locales, los Centros de Apoyo logran proporcionar servicios básicos pero necesarios a las mujeres locales, como la enseñanza del idioma coreano y la prestación de servicios de educación cultural, servicios de traducción e interpretación, servicios de apoyo para el cuidado de niños, servicios de apoyo a la educación infantil, así como servicios de apoyo al empleo y a las empresas.

#### Cónyuges extranjeros
Esposos y esposas extranjeros casados con ciudadanos surcoreanos a partir de 2019. Esta cifra excluye a aquellos que se han naturalizado y obtenido la ciudadanía surcoreana; 135 056 cónyuges nacidos en el extranjero se habían naturalizado hasta 2019.
| Rango | Nacionalidad   | Total   | Maridos | Esposas |
| ----- | -------------- | ------- | ------- | ------- |
| 1     | China          | 60 324  | 13 539  | 46 785  |
| 2     | Vietnam        | 44 172  | 2742    | 41 430  |
| 3     | Japón          | 14 184  | 1235    | 12 949  |
| 4     | Filipinas      | 12 030  | 463     | 11 567  |
| 5     | Tailandia      | 5130    | 99      | 5031    |
| 6     | Camboya        | 4641    | 369     | 4272    |
| 7     | Estados Unidos | 3883    | 2801    | 1802    |
| 8     | Uzbekistán     | 2688    | 141     | 2547    |
| 9     | Mongolia       | 2497    | 163     | 2334    |
| 10    | Rusia          | 1668    | 119     | 1549    |
| 11    | Taiwán         | 1394    | 116     | 1278    |
| 12    | Canadá         | 1334    | 1098    | 236     |
| 13    | Nepal          | 884     | 176     | 708     |
| -     | Otros          | 11 196  | 5870    | 5326    |
| -     | Total          | 166 025 | 28 931  | 137 094 |

#### Matrimonio entre personas del mismo sexo
A pesar de la ilegalidad del matrimonio entre personas del mismo sexo en Corea, algunas parejas homosexuales celebran ceremonias privadas no legales. En 2023, un tribunal superior de Corea del Sur en Seúl dictaminó que la agencia nacional de seguro de salud de Corea del Sur no podía discriminar a las parejas del mismo sexo.
El director y productor de cine Kim-Jho Gwang-soo celebró una ceremonia privada no legal con Kim Seung-hwan, el jefe de la distribuidora de películas gay Rainbow Factory, que era su pareja desde 2004, el 7 de septiembre de 2013 en Seúl. Fue la primera de este tipo en el país. En Seúl, el 10 de noviembre de 2019, Kim Gyu-Jin, lesbiana, se casó con su pareja en público. Escribió un libro sobre su experiencia de matrimonio lésbico en Corea titulado Unni, ¿quieres casarte conmigo? (언니, 나랑 결혼할래요?) El 7 de mayo de 2020, ella y su pareja presentaron un registro de matrimonio en la Oficina del Distrito de Jongno, pero recibieron un aviso de que no podía tramitarse.

### Tipos de matrimonio y noviazgo

#### Matrimonio por amor
El «matrimonio por amor», como se le llama a menudo en Corea del Sur, se ha vuelto común en las últimas décadas. La expresión se refiere al matrimonio de dos personas que se conocen y se enamoran sin pasar por casamenteros o reuniones concertadas por la familia. La mayoría de las veces, la novia y el novio se conocieron por primera vez en una cita a ciegas organizada por amigos, en una cita grupal, en su lugar de trabajo o mientras estaban en el colegio o la universidad. Las familias surcoreanas aceptan este tipo de matrimonio más fácilmente que antes.

#### Divorcio
Históricamente, la tasa de divorcio en Corea del Sur era comparativamente baja, pero comenzó a aumentar rápidamente a mediados de la década de 1990. La tasa de divorcios alcanzó un máximo de 3,5 divorcios por cada 1000 personas, una tasa más alta que la de varios países europeos. Sin embargo, comenzó a disminuir en la década de 2010, hasta la cifra de 2,1-2,3 divorcios por 1000 habitantes. En general, la población surcoreana se ha mostrado en el pasado conservadora con respecto al divorcio, pero ha evolucionado a actitudes cada vez más abiertas según aumentaba la tasa de divorcios. Hay pocos datos disponibles para determinar la probabilidad de volver a casarse después del divorcio en Corea.
Los estudios han demostrado que los matrimonios entre un ciudadano coreano y un cónyuge extranjero tienen muchas más probabilidades de divorciarse. Aproximadamente el 19 % de los matrimonios entre un esposo coreano y una esposa extranjera se disolvieron antes de llegar a los 48 meses desde la boda, mientras que aproximadamente el 13 % de los matrimonios entre una esposa coreana y un cónyuge extranjero se disolvieron en el mismo lapso de tiempo. En comparación, solo el 6 % de los matrimonios entre ciudadanos coreanos terminaron dentro de los 48 meses. Los estudios también sugieren que los matrimonios entre un coreano y una extranjera pueden tener la tasa más alta de divorcio debido a su menor calidad de vida matrimonial. Mientras que las esposas y los esposos menos educados tienen un mayor riesgo alto de divorcio, las esposas extranjeras con un nivel de educación más bajo se enfrentan con un riesgo extremadamente alto de divorcio en Corea.
Se ha observado que un porcentaje cada vez mayor de la población coreana pone fin a los matrimonios a una edad más tardía. La edad media de hombres y mujeres que han solicitado el divorcio aumentó a 50,1 y 46,8 años en 2021. En la última década, la edad promedio de los hombres que se divorcian ha aumentado 4,7 años y la edad promedio de las mujeres lo ha hecho 5,2 años. La tasa de divorcio para otros grupos de edad disminuyó en 2021, mientras que los mayores de sesenta años experimentaron un aumento, lo que se conoce como «divorcio gris». Las parejas que se han separado después de vivir 30 o más años juntas aumentaron un 7,5 por ciento en 2021,  que es más del doble en comparación con la década anterior.
La ley coreana puede dictar qué cónyuge puede solicitar el divorcio. La Corte Suprema de Corea no puede conceder el divorcio si el demandante es declarado responsable de la ruptura de un matrimonio. Si uno de los cónyuges ha cometido un acto de falta de castidad, el otro cónyuge puede solicitar el divorcio. Hay excepciones que incluyen cualquier causa grave que pueda dificultar la continuación de un matrimonio. El Tribunal Supremo de Corea no descarta por completo el divorcio solicitado por el cónyuge que ha sido declarado culpable. Se pueden tener en cuenta otros factores, como la cantidad de tiempo que ha pasado desde la separación y los sentimientos del otro cónyuge. A una pareja que consiente mutuamente se le puede conceder el divorcio sin necesidad de procedimientos judiciales. Los abogados coreanos esperan que Corea pase a un sistema de divorcio sin culpa en el futuro. En 2015, el Tribunal Constitucional decidió que una ley que tipificaba el adulterio como delito era inconstitucional.

### Lecturas complementarias
- Norimitsu Onishi, Divorce in South Korea Striking a New Attitude, The New York Times, 21 de septiembre de 2003.
- Dennis Hart (2003). De la tradición al consumo: la construcción de una cultura capitalista en Corea del Sur. Seúl: Autor. ISBN 978-89-88095-44-7.
- Kendall, Laurel (1996). Getting Married in Korea: Of Gender, Morality, and Modernity. University of California Press. ISBN 978-0-520-20200-9.